# 施氏蝰魚
施氏蝰魚（学名：Chauliodus schmidti）为輻鰭魚綱巨口鱼目巨口鱼科的其中一種。分布於東大西洋區，包括從茅利塔尼亞至納米比亞海域，為深海魚類，棲息深度約350公尺，體長可達23公分。

## 扩展阅读
維基物種上的相關：施氏蝰魚